# Mistrovství Evropy v házené žen 1996
2. mistrovství Evropy v házené se konalo 6.12. až 15.12. 1996 v Dánsku.
Mistrovství se zúčastnilo 12 mužstev, rozdělených do dvou šestičlenných skupin, z nichž první dva týmy postoupily do semifinálových bojů. Mistrem Evropy se stal tým Dánska, který ve finále porazil tým Norska. Třetí místo obsadil tým Rakouska.

## Místo konání
| Brøndby        | Vejle           | Fredericia             | Herning             |
| -------------- | --------------- | ---------------------- | ------------------- |
| Brøndby Hallen | DGI-huset Vejle | Fredericia Messecenter | Messecenter Herning |
| Kapacita:      | Kapacita:       | Kapacita:              | Kapacita:           |
|                |                 |                        |                     |

## Základní kola

### Skupina A
| Poř. | tým        | Z | V | R | P | VB  | OB  | +/− | B  | výsledek             |
| ---- | ---------- | - | - | - | - | --- | --- | --- | -- | -------------------- |
| 1.   | Dánsko     | 5 | 5 | 0 | 0 | 148 | 101 | +47 | 10 | postup do semifinále |
| 2.   | Rakousko   | 5 | 4 | 0 | 1 | 125 | 105 | +20 | 8  | postup do semifinále |
| 3.   | Chorvatsko | 5 | 3 | 0 | 2 | 121 | 120 | +1  | 6  | o 5. místo           |
| 4.   | Švédsko    | 5 | 2 | 0 | 3 | 114 | 139 | −25 | 4  | o 7. místo           |
| 5.   | Maďarsko   | 5 | 1 | 0 | 4 | 109 | 127 | −18 | 2  | o 9. místo           |
| 6.   | Polsko     | 5 | 0 | 0 | 5 | 107 | 132 | −25 | 0  | o 11. místo          |

| 6. prosince 1996 | Maďarsko | 21 – 19 | Polsko |  |
| 6. prosince 1996 | (10–10)  |         |        |  |
| 6. prosince 1996 |          |         |        |  |

| 6. prosince 1996 | Dánsko | 30 – 13 | Švédsko |  |
| 6. prosince 1996 | (13–6) |         |         |  |
| 6. prosince 1996 |        |         |         |  |

| 6. prosince 1996 | Chorvatsko | 21 – 25 | Rakousko |  |
| 6. prosince 1996 | (9–12)     |         |          |  |
| 6. prosince 1996 |            |         |          |  |

| 7. prosince 1996 | Švédsko | 31 – 26 | Maďarsko |  |
| 7. prosince 1996 | (13–13) |         |          |  |
| 7. prosince 1996 |         |         |          |  |

| 7. prosince 1996 | Polsko  | 21 – 25 | Chorvatsko |  |
| 7. prosince 1996 | (11–11) |         |            |  |
| 7. prosince 1996 |         |         |            |  |

| 7. prosince 1996 | Rakousko | 16 – 29 | Dánsko |  |
| 7. prosince 1996 | (6–14)   |         |        |  |
| 7. prosince 1996 |          |         |        |  |

| 8. prosince 1996 | Švédsko | 18 – 31 | Rakousko |  |
| 8. prosince 1996 | (9–13)  |         |          |  |
| 8. prosince 1996 |         |         |          |  |

| 8. prosince 1996 December | Maďarsko | 19 – 24 | Chorvatsko |  |
| 8. prosince 1996 December | (11–13)  |         |            |  |
| 8. prosince 1996 December |          |         |            |  |

| 8. prosince 1996 | Dánsko | 33 – 22 | Polsko |  |
| 8. prosince 1996 | (14–9) |         |        |  |
| 8. prosince 1996 |        |         |        |  |

| 10. prosince 1996 | Polsko | 23 – 24 | Švédsko |  |
| 10. prosince 1996 | (7–16) |         |         |  |
| 10. prosince 1996 |        |         |         |  |

| 10. prosince 1996 | Chorvatsko | 22 – 27 | Dánsko |  |
| 10. prosince 1996 | (10–14)    |         |        |  |
| 10. prosince 1996 |            |         |        |  |

| 10. prosince 1996 | Maďarsko | 15 – 24 | Rakousko |  |
| 10. prosince 1996 | (7–11)   |         |          |  |
| 10. prosince 1996 |          |         |          |  |

| 11. prosince 1996 | Chorvatsko | 29 – 28 | Švédsko |  |
| 11. prosince 1996 | (15–14)    |         |         |  |
| 11. prosince 1996 |            |         |         |  |

| 11. prosince 1996 | Dánsko  | 29 – 28 | Maďarsko |  |
| 11. prosince 1996 | (14–14) |         |          |  |
| 11. prosince 1996 |         |         |          |  |

| 11. prosince 1996 | Rakousko | 29 – 22 | Polsko |  |
| 11. prosince 1996 | (15–10)  |         |        |  |
| 11. prosince 1996 |          |         |        |  |

### Skupina B
| Poř. | tým      | Z | V | R | P | VB  | OB  | +/− | B | výsledek             |
| ---- | -------- | - | - | - | - | --- | --- | --- | - | -------------------- |
| 1.   | Norsko   | 5 | 3 | 2 | 0 | 134 | 106 | +28 | 8 | postup do semifinále |
| 2.   | Německo  | 5 | 4 | 0 | 1 | 124 | 111 | +13 | 8 | postup do semifinále |
| 3.   | Rumunsko | 5 | 3 | 1 | 1 | 132 | 122 | +10 | 7 | o 5. místo           |
| 4.   | Rusko    | 5 | 2 | 1 | 2 | 132 | 119 | +13 | 5 | o 7. místo           |
| 5.   | Ukrajina | 5 | 1 | 0 | 4 | 114 | 122 | −8  | 2 | o 9. místo           |
| 6.   | Litva    | 5 | 0 | 0 | 5 | 97  | 153 | −56 | 0 | o 11. místo          |

| 6. prosince 1996 | Norsko | 36 – 18 | Litva |  |
| 6. prosince 1996 | (17–9) |         |       |  |
| 6. prosince 1996 |        |         |       |  |

| 6. prosince 1996 | Rusko   | 30 – 23 | Ukrajina |  |
| 6. prosince 1996 | (14–13) |         |          |  |
| 6. prosince 1996 |         |         |          |  |

| 6. prosince 1996 | Německo | 22 – 21 | Rumunsko |  |
| 6. prosince 1996 | (12–11) |         |          |  |
| 6. prosince 1996 |         |         |          |  |

| 7. prosince 1996 | Ukrajina | 19 – 23 | Norsko |  |
| 7. prosince 1996 | (11–14)  |         |        |  |
| 7. prosince 1996 |          |         |        |  |

| 7. prosince 1996 | Litva  | 17 – 27 | Německo |  |
| 7. prosince 1996 | (7–13) |         |         |  |
| 7. prosince 1996 |        |         |         |  |

| 7. prosince 1996 | Rumunsko | 29 – 26 | Rusko |  |
| 7. prosince 1996 | (15–14)  |         |       |  |
| 7. prosince 1996 |          |         |       |  |

| 8. prosince 1996 | Rusko  | 22 – 22 | Norsko |  |
| 8. prosince 1996 | (12–9) |         |        |  |
| 8. prosince 1996 |        |         |        |  |

| 8. prosince 1996 | Německo | 25 – 23 | Ukrajina |  |
| 8. prosince 1996 | (13–10) |         |          |  |
| 8. prosince 1996 |         |         |          |  |

| 8. prosince 1996 | Rumunsko | 32 – 26 | Litva |  |
| 8. prosince 1996 | (16–12)  |         |       |  |
| 8. prosince 1996 |          |         |       |  |

| 10. prosince 1996 | Ukrajina | 22 – 24 | Rumunsko |  |
| 10. prosince 1996 | (13–13)  |         |          |  |
| 10. prosince 1996 |          |         |          |  |

| 10. prosince 1996 | Rusko  | 31 – 16 | Litva |  |
| 10. prosince 1996 | (14–8) |         |       |  |
| 10. prosince 1996 |        |         |       |  |

| 10. prosince 1996 | Norsko | 27 – 21 | Německo |  |
| 10. prosince 1996 | (11–7) |         |         |  |
| 10. prosince 1996 |        |         |         |  |

| 11. prosince 1996 | Norsko  | 26 – 26 | Rumunsko |  |
| 11. prosince 1996 | (12–16) |         |          |  |
| 11. prosince 1996 |         |         |          |  |

| 11. prosince 1996 | Litva   | 20 – 27 | Ukrajina |  |
| 11. prosince 1996 | (12–16) |         |          |  |
| 11. prosince 1996 |         |         |          |  |

| 11. prosince 1996 | Německo | 29 – 23 | Rusko |  |
| 11. prosince 1996 | (14–11) |         |       |  |
| 11. prosince 1996 |         |         |       |  |

### o 5. místo
| 13. prosince 1996 | Chorvatsko | 17 – 23 | Rumunsko |  |
| 13. prosince 1996 | (10–9)     |         |          |  |
| 13. prosince 1996 |            |         |          |  |

### o 7. místo
| 13. prosince 1996 | Švédsko | 28 – 32 | Rusko |  |
| 13. prosince 1996 | (15–18) |         |       |  |
| 13. prosince 1996 |         |         |       |  |

### o 9. místo
| 13. prosince 1996 | Maďarsko | 22 – 27 | Ukrajina |  |
| 13. prosince 1996 | (14–14)  |         |          |  |
| 13. prosince 1996 |          |         |          |  |

### o 11. místo
| 13. prosince 1996 | Polsko  | 30 – 27 PP | Litva |  |
| 13. prosince 1996 | (11–11) |            |       |  |
| 13. prosince 1996 |         |            |       |  |

### Semifinále
| 13. prosince 1996 | Dánsko  | 24 – 22 | Německo |  |
| 13. prosince 1996 | (13–10) |         |         |  |
| 13. prosince 1996 |         |         |         |  |

| 13. prosince 1996 | Norsko  | 22 – 20 | Rakousko |  |
| 13. prosince 1996 | (11–11) |         |          |  |
| 13. prosince 1996 |         |         |          |  |

### o 3. místo
| 15. prosince 1996 | Rakousko | 30 – 23 | Německo |  |
| 15. prosince 1996 | (18–8)   |         |         |  |
| 15. prosince 1996 |          |         |         |  |

### Finále
| 15. prosince 1996 | Dánsko  | 25 – 23 | Norsko |  |
| 15. prosince 1996 | (10–10) |         |        |  |
| 15. prosince 1996 |         |         |        |  |

## Konečné pořadí
| Zlatá medaile    | Dánsko     |
| Stříbrná medaile | Norsko     |
| Bronzová medaile | Rakousko   |
| 4                | Německo    |
| 5                | Rumunsko   |
| 6                | Chorvatsko |
| 7                | Rusko      |
| 8                | Švédsko    |
| 9                | Ukrajina   |
| 10               | Maďarsko   |
| 11               | Polsko     |
| 12               | Litva      |